# 2018년 조선민주주의인민공화국 버스 사고
2018년 4월 22일 조선민주주의인민공화국 황해북도에서 버스 2대가 연이어 사고가 발생하였다. 버스는 평양직할시에서 개성특급시로 가던 버스로, 한 대는 중국 선양시의 중국인 단체 관광객 27명을 태우고 있었으며, 다른 한 대는 상무 시찰단 17명이 각각 탄 버스로, 버스 두 대가 결빙된 노면 때문에 미끄러지면서 사고가 발생하였다. 상무 시찰단 버스는 다리에서 떨어지고 관광객 버스는 전복되었다. 32명의 중국인이 사망하였으며, 4명의 조선민주주의인민공화국 사람이 사망하였다.

## 반응
2018년 4월 23일 조선민주주의인민공화국의 최고지도자인 김정은은 평양에 주재한 중화인민공화국 대사관을 방문해 심심한 위문의 뜻을 전하였다고 조선중앙통신이 밝혔다. 또 중화인민공화국의 시진핑 주석은 이번 사건과 관련해 조선민주주의인민공화국과 협조해 사고 처리에 최선을 다할 것을 지시하였다고 신화통신이 밝혔다.